# Villa Nova Atlético Clube
El Villa Nova Atlético Clube és un club de futbol brasiler de la ciutat de Nova Lima a l'estat de Minas Gerais.

## Història
El Villa Nova fou fundat el 18 de juny de 1908, a Nova Lima, per treballadors d'una factoria anglesa i miners de Mineração Morro Velho S.A. Guanyà cinc cops el campionat estatal els anys 1932, 1933, 1934, 1935 i 1951, i el 1971 guanyà la primera edició del Campeonato Brasileiro Série B en derrotar el Remo a la final.

## Estadi
El Villa Nova juga els seus partits com a local a l'Estadi Castor Cifuentes, construït el 1989, amb capacitat per a 15.000 espectadors.

## Palmarès
- Campionat mineiro:
  - 1932, 1933, 1934, 1935, 1951
- Campionat mineiro de Segona Divisió:
  - 1995, 2021
- Campeonato Mineiro do Interior:
  - 1996, 1997, 1998, 1999
- Taça Minas Gerais:
  - 1977, 2006
  - 1976, 1987
- Campeonato Brasileiro Série B:
  - 1971
- Região Centro do Torneio Centro-Sul:
  - 1968
- Copa Centro de Minas Gerais:
  - 1974

## Futbolistes destacats
- Escurinho
- Luizinho (1975–77), (1995–96)
- José Perácio (1932–36)
- Zézé Procópio